# Liste de sculpteurs

## Antiquité

### Antiquité grecque
- Anténor
- Apollodore de Phalère
- Apollonios d'Athènes
- Apollonios de Tralles
- Bathyclès de Magnésie
- Céphisodote
- Charès de Lindos
- Critios
- Épigonos de Pergame
- Léocharès
- Lysippe
- Myron
- Paionios de Mendè
- Phidias
- Polyclète
- Praxitèle
- Scopas
- Timarchos

## Moyen Âge
En Europe, le Moyen Âge connaît principalement deux grandes périodes artistiques : l'art roman, puis l'art gothique.
- Ansérame de Trani
- Barisano da Trani
- Benedetto Antelami
- Évrard d'Orléans
- Mathieu d'Arras
- Giovanni di Balduccio
- Nanni di Bartolo
- André Beauneveu
- Jan Borreman
- Passchier Borreman
- Jean de Cambrai
- Pierre de Chelles
- Drouet de Dammartin
- Gislebertus
- Jean de la Huerta
- Jean Pépin de Huy
- Jean de Liège
- Jean de Marville
- Maître de Naumburg
- Peter Parler
- Nicola Pisano
- Tilman Riemenschneider
- Gil de Siloé
- Claus Sluter
- Jean de Thoiry
- Wiligelmo
- Maître d'Irrsdorf

## Renaissance
- Michel-Ange (1475-1564)
- Leon Battista Alberti
- Giovanni Antonio Amadeo
- Alonso Berruguete
- Jean Bologne
- Rinaldo Bonanno
- Pierre Bontemps
- Peter Breuer (1472-1541)
- Santi Buglioni
- Jean Bullant
- Taddeo Carlone
- Benvenuto Cellini
- Oudart Colas
- Michel Colombe (Prérenaissance)
- Agostino di Duccio
- Mino da Fiesole
- Andrea della Robbia
- Giovanni della Robbia
- Luca della Robbia
- Marco della Robbia
- Donatello
- Nicola Filotesio
- Lorenzo Ghiberti (1378-1455)
- Jean Goujon
- Jean de Joigny
- Antoine Juste, sculpteur membre de la famille Juste
- Jean Juste, sculpteur membre de la famille Juste
- Pietro Lombardo
- Guido Mazzoni
- Michelozzo
- Baccio da Montelupo
- Zacharie Normain
- François Pervou
- Germain Pilon
- Antonio del Pollaiuolo
- Jacques Prévost
- Le Primatice
- Iacopo ou Jacopo della Quercia (1367-1438)
- Ligier Richier
- Antonio Rossellino
- Bernardo Rossellino
- Pierre Souquet
- Andrea del Verrocchio
- Pierino da Vinci
- Desiderio da Settignano
- Domenico Fancelli

## XVIIesiècle

### Par tendance

#### Baroque
Le Baroque se développe principalement en Italie et en Espagne.
- Le Bernin
- François Girardon
- Clodion
- Guillaume Coustou (fils)
- Jean Del Cour (1627-1707)
- Pierre Van Dievoet
- Jérôme Duquesnoy le Jeune (1602-1654)
- Gregorio Fernández (1576-1636)
- Giovanni Battista Foggini (1652-1725)
- Marin-Nicolas Jadoulle
- Pierre Legros
- Jean-Baptiste Lemoyne
- Juan Martínez Montañés (1568-1649)
- Juan de Mesa (1583-1627)
- Pierre Puget (1620-1694)
- Narciso Tomé

#### Réalisme
Le Réalisme est plutôt une tendance de Flandre et de Hollande.

#### Classicisme
Le Classicisme français voit aussi se fondre en lui le Baroque et le Réalisme.
- Michel Anguier (1612-1686)
- Alonso Cano (1601-1667)
- Guillaume Coustou (1677-1746)
- Nicolas Coustou (1658-1733)
- Antoine Coysevox (1640-1720)
- Guillaume Dupré (c. 1576-1643)
- Anselme Flamen (1647-1717)
- François Girardon (1628-1715)
- Jean-Antoine Houdon (1741-1828)
- Philippe Laliame (1579 (?)-1628)
- Philippe Magnier (1647-1715)
- Jacques Sarrazin (1592-1660)

### Par pays

#### Autriche
- Jakob Auer (vers 1645-1706)

#### Duché de Brabant
- Jérôme Duquesnoy l'Ancien

#### Espagne
- Alonso Cano (1601-1667)[1]
- Gregorio Hernandez ou Fernández (v. 1576-1636)[1]
- Juan Martínez Montañés (1568-1649)[1]
- Pedro de Mena (1628-1688)[1]
- Miguel Parelló (1674-1730)

#### Flandres
- François ou Frans Duquesnoy (1597-1643)[1]
- Jérôme ou Jeroen Duquesnoy le Jeune (1602-1654)[1]
- Luc Fayd'herbe (1617-1697)[1]
- Artus Quellin ou Quellinus, dit le Vieux (1609-1668)[1]
- Artus Quellin ou Quellinus le Jeune (1625-1700)[1]
- Hendrik Frans Verbruggen (1654-1724)[1]
- Jacques Voorspoel (?-1663)

#### France
- François Anguier (1604-1669)[1]
- Michel Anguier (1614-1686)[1]
- Guillaume Berthelot (1559-1648)[1]
- Pierre Biard l'Aîné (1559-1609)[1]
- Barthélémy Boudin (1610-1650)[1]
- Thomas Boudin (v. 1574-1637)[1]
- Michel Bourdin (v. 1585-v.1645)[1]
- Michel Bourdin II (1609-1678)[1]
- Philippe de Buyster (1595-1688), d'origine flamande[1]
- Antoine Coysevox (1640-1720)[1]
- Pierre de Francheville (1553-1615)[1]
- François Girardon (1628-1715)[1]
- Gilles Guérin (1606-1678)[1]
- Simon Guillain (1581-1658)[1]
- Pierre Legros l'Aîné (1629-1714)[1]
- Étienne Le Hongre (1628-1690)[1]
- Laurent Magnier (1618-1700)[1]
- Pierre Puget (1620-1694)[1]
- Jacques Sarrazin (1588-1660)[1]
- Sébastien Slodtz (1655-1726)[1]
- Jean-Baptiste Tuby (1630 ou 1635-1700)[1]
- Martin Van den Bogaert, dit Desjardins (1640-1694)[1]
- Jean Varin (1604-1672)[1]

#### Italie
- Alessandro Algardi, dit l'Algarde (1595-1654)[1]
- Gian Lorenzo Bernini, dit le Cavalier Bernin ou Le Bernin (1598-1680)[1]
- Pierre de Francheville (1553-1615) ; aussi en France[1]
- Stefano Maderno (v. 1576-1636)[1]
- Pietro Tacca (1577-1640)[1]

#### Pays-Bas
- Hendrik de Keyser (1565-1621)[1]
- Pieter de Keyser (1595-1676)[1]
- Rombout Verhulst (1624-1698)[1]

## Époque contemporaine

### Avant1850

#### Néo-classicisme
- François-Alexandre Abeets (1727-1767)
- Allemand (actif dans la 1re moitié du siècle)
- Aubin (actif dans la 1re moitié du siècle)
- Jean-Baptiste Alliaud (1782-1862)
- John Bacon (1740-1799)
- Lorenzo Bartolini (1777-1850)
- Antoine-Louis Barye (1795-1875)
- Alfred Barye (1839-1882)
- Jean-Baptiste Beaumont (1770-1852)
- Bertrand Benezech (1804-1852)
- François Besand (1767-1845)
- Louis-Simon Boizot (1743-1809)
- François-Joseph Bosio (1768-1845)
- Jules Bouhin (1822-1860)
- Jean-Baptiste Boyer (1783-1839)
- Jean-Charles-Nicolas Brachard (1766-1846)
- Hubert-Noël Campagni (1804-1849)
- Antonio Canova (1757-1822)
- Pierre Cartellier (1757-1831)
- Charles Caunois (1785-1853)
- Augustin Cavasse (1802-après 1866)
- Jean-Baptiste-Auguste Chapélié (1740-1811)
- Louis Chicot (1827-1896)
- François Consonove (1812-1882)
- Jean-Pierre Cortot (1787-1843)
- Jean-Joseph Foucou (1739-1821)
- Denis Foyatier (1793-1863)
- Pierre Granet (1842-1910)
- Émile-Coriolan Guillemin (1841-1907)
- Théodore-Charles Gruyère (1813-1885)
- Victor Huguenin (1802-1860)
- Pierre Julien (1731-1804)
- Mikhail Kozlovsky (1753-1802)
- Jean-François Lorta (1752-1837)
- François Masson (1745-1807)
- François Milhomme (1759-1823)
- Augustin Pajou (1730-1809)
- Jean-Baptiste Pigalle (1714-1785)
- Hiram Powers (1805-1873)
- Louis Marc Antoine Robillard d’Argentelle (1777-1828)
- François Roume (1873-1960)
- François Rude (1784-1855)
- Bertel Thorvaldsen (1770-1844)
- Maximilien-Louis van Lede (1759-1834)
- Cirilo Volkmar Machado (1748-1823)
- Giovanni De Martino (1870-1935)
- Vincenzo Cinque (1852-1992)

#### Romantisme
- Joseph Bonnefille (1828-1896)
- Albert-Ernest Carrier-Belleuse ((1824-1887)
- Jean-Baptiste Carpeaux (1827-1875)
- Jean-Pierre Dantan (1800-1869)
- Pierre-Jean David d'Angers (1788-1856)
- Julien Dillens (1849-1904)
- Jehan Du Seigneur (1808-1866)
- Eugène-Louis Lequesne (1815-1887)
- Antonin-Marie Moine (1796-1849)
- Charles-François Nanteuil-Leboeuf (1792-1865)
- Victor Poelaert (1820-1859)
- James Pradier (1790-1852)
- Christian Daniel Rauch (1777-1857)
- Pierre Louis Rouillard (1820-1881)
- Armand Seveel (1820-1904)
- Louis-Eugène Simonis (1810-1882)
- Bernhard Smith (1820-1885)
- Adèle d'Affry dite Marcello, Comtesse de Castiglione Colonna (1836-1879)

### Après1850
- Auguste Courmont (actif dans le seconde moitié du XIXe siècle)
- Napoléon Alliot (1846-1907)
- Émile-Armand Anceaux (1847-1870)
- Alexandre Anglade (1860-1903)
- Mark Antokolski
- Alphonse-Alexandre Arson (1822-1895)
- Richard Aurili (1864-1943)
- Leoncio Baglieto
- Louis-Armand Bardery (1879-1952)
- Auguste Bartholdi (1834-1904)
- Alfred Barye (1839-1882)
- Victorien Bastet (1852-1905)
- Alphonse Bausback (1859-1885)
- Paul-Armand Bayard de la Vingtrie (1846-1900)
- Carolina Benedicks-Bruce (1856-1935)
- Abel-Maurice Bianchi (1865-1899)
- Dominique Bianchi (1864-1912)
- Émile-Victor Blavier (1821-1887)
- Eugène Blot (1830-1899)
- Léon Bohn (1837-1899)
- Jules Bonnaffé (1823-1903)
- Joseph Bonnefille (1826-1896)
- Louis Bory (1819-1899)
- Alfred Boucher (1850-1934)
- Alexandre Boucheron (1847-1887)
- Germain Bouchon-Brandely (1847-1893)
- Louis-Victor Bougron (1798-1886)
- Antoine Bourdelle (1861-1929)
- Eugène Jean de Bremaecker (1879-1963)
- Bernard Briand (1829-1881)
- Émile Bruchon (1838-1909)
- Henri Brun (1816-1887)
- Rembrandt Bugatti
- Alexandre-Augustin-Célestin Bullier (1825-1903)
- Anna Cabibel (1853-1922)
- Philéas-Hector Carillon
- Louis Adolphe Carion (1854-1918)
- Louis Cartier (1828-1900)
- Jules Chaplain (1839-1909)
- Félix Charpentier (1858-1924)
- Vincenzo Cinque (1852-1929)
- Juan Clara (1875-1958)
- Camille Claudel (1864-1943)
- Alexandre Frédéric Cogez (1837-1896)
- Alphonse-Jules Contour (1811-1888)
- Jacques-Ange Corbel  (1853-1905)
- Jules Corboz (1822-1900)
- Charles Cordier (1827-1905
- Louis Eugène Joseph Cuvellier (1846-1884)
- Jules Dalou (1838-1902)
- Louis Demaille (1837-1906)
- Antonio Dal Zotto (1841-1918)
- Edgar Degas
- Anne de Liedekerke (1896-1986)[2]
- Giovanni De Martino (1870-1935)
- Georges Delpérier
- Albert Desenfans
- Alceo Dossena
- Arthur Dupagne
- Auguste Dumont
- Roger Godchaux (1878-1958)
- Félix Grabowski (1817-1889)
- Émile-Coriolan Guillemin (1841-1907)
- Anatole Guillot
- Jacinto Higueras (1877-1954)
- Carl Frederik Holbech (1811-1880)
- Alfred Janniot
- Adelaide Johnson (1859-1955)
- Joseph François Joindy (1832-1906)
- Einar Jónsson
- Paul Jouve
- Max Klein (1847-1908)
- Charles Korschann (1872-1943)
- Gaston Lachaise
- Ernest Legrand
- Léon-Charles Libonis  (1846-1901)
- Paul Louchet (1854-1936)
- Jacques Loysel (1867-1925)
- Luca Madrassi
- Aristide Maillol (1861-1944)
- Armand Martial (1884-1960)
- Sébastien Masson-Ouriet  (1817-1881)
- Pierre-Jules Mêne (1810-1879)
- Constantin Meunier (1831-1905)
- Famille Moreau
- Kai Nielsen (1882-1924)
- Gaston Nouël de Buzonnière
- Dante Parini (1890-1969)
- Léon Perzinka (1843-1912)
- François Pompon (1855-1933)
- Hubert Ponscarme
- Jane Poupelet
- Auguste Rodin (1840-1917)
- Pierre Louis Rouillard (1820-1881)
- Victor Rousseau (1865-1954)
- René de Saint-Marceaux (1845-1915)
- Lorado Taft
- Constant Auguste Thomsen (1869-1925)
- Joseph Urbania (1877-1943)
- Henri Vallette (1877-1962)
- Marguerite Varigard (1865-1940)
- Louis Vidal (l'aveugle), dit Navatel
- August Weckbecker (1888-1939)
- Charles Würden (1849-1903)

### XXesiècle
- Robert Adams (1917-1984)
- Karl-Heinz Adler (1927-2018)
- Daniel Argimon (1929-1996)
- Luis Altieri (né en 1962)
- Aarale Ben Arieh (né en 1955)
- Nag Arnoldi (1928-2017)
- A-Sun Wu (né en 1942)
- Achiam (1916-2005)
- Jean-Max Albert (né en 1942)
- Jean Allemand (né en 1948)
- Constantin Andréou (1917-2007)
- Johannes Angerbauer-Goldhoff (né en 1958)
- Arman (1928-2005)
- Henry Arnold
- Jean Arp (1886-1966)
- César Baldaccini, dit César (1921-1998)
- Richard Baquié (1952-1996)
- Vincent Batbeda-t (1932-2010)
- Louis Thomas d'Hoste (1932-2018)
- Michel Batlle (1946-)
- Georges Béal (1884-1969)
- Paul Belmondo (1898-1982)
- Giacomo Benevelli
- Augusta Berbuto (1914-1986)
- René Bernasconi (1910-1994)
- Joseph Beuys
- Ejler Bille
- Ion Blédéa
- Stanley Bleifeld (1924-2011)
- Jan Boedts
- Stefan Bohnenberger (1959-)
- Simone Boisecq
- Santiago Rodriguez Bonome
- Jorge Borràs
- Ferruccio Bortoluzzi
- Botarro
- Fernando Botero
- Henri Bouchard (sculpteur)
- Louise Bourgeois (1911-2010)
- Catherine Bouroche
- Constantin Brancusi (1876-1957)
- Alberto Burri (1915-1995)
- Pol Bury (1925-2005)
- François Cacheux (1923-2011)
- Alexander Calder (1898-1976)
- Jean Cardot
- Giuseppe Capogrossi (1900-1972)
- Agustín Cárdenas (1927-2001)
- João Carqueijeiro (né en 1954)
- Jorge Carrasco (1919-2006)
- Leonora Carrington (1917-2011)[3]
- Thomas Cartier (1879-1943)
- Granville Carter (1920-1992)
- Axel Cassel (né en 1955)
- Regina Cassolo (1894-1974)
- Claude Cehes (née en 1949)
- César (1921-1998)
- Louis Chavignier (1922-1972)
- Sandro Chia (né en 1946)
- Eduardo Chillida (1924-2002)
- Christo et Jeanne-Claude
- Élisabeth Cibot
- Camille Claudel (1864-1943)
- Marta Colvin
- Charles Correia (1930-1988)
- Alfred Courtens
- John Connell
- Pietro Consagra (1920-2005)
- Charles Correia
- Coskun
- Robert Couturier (1905-2008)
- Tony Cragg
- Miklos Dallos
- Robert Darnas
- René Davoine
- Richard Deacon
- Zlan de Belewale
- Lutgart De Meyer
- Charles de Pouvreau-Baldy
- Henri Derycke (1928-1998)
- Reinaldo De Santis (1928-)
- Charles Despiau
- Marie-Paule Deville-Chabrolle
- Miguel Devèze
- Ousmane Dia (né en 1971)
- Erik Dietman
- Moustapha Dimé
- Francesco Marino Di Teana (1920-2012)
- Patrick Divaret (1940-)
- Eugène Dodeigne
- Sergej Alexander Dott (1959-)
- Yvonne Domenge (1946-2019)
- Roger Douville (1915-1981)
- Laurence Dréano
- Léon-Ernest Drivier
- Daniel Druet
- Jean Dubuffet
- Marcel Duchamp
- Raymond Duchamp-Villon (1876-1918)
- Mathias Durand-Reynaldo
- Keith Edmier (né en 1967)
- Elisheva Engel (née en 1949)
- Jacob Epstein
- Joseph Erhardy (1928-2012)
- Agenore Fabbri (1911-1998)
- Albert Féraud
- Gerhard Finke (1917-2020)
- Lucio Fontana (1899-1968)
- Jean Paul Forest (né en 1956)
- Otto Freundlich (1878-1943)
- Michio Fukuoka (né en 1936)
- Valentin Galotchkine (1928-2006)
- Juan Garaizabal (né en 1971)
- Fernando García Ramos (1931-)
- Pablo Gargallo
- Jean Garleita
- Djalal Garyagdi (1915-2001)
- Henri Gaudier-Brzeska
- Rusdi Genest
- Vic Gentils (1919-1997)
- Alberto Giacometti (1901-1966)
- Marcel Gili (1914-1993)
- Eric Gill
- Arthur Guéniot
- Marcel Gimond
- Raymond Glorie
- Julio Gonzalez
- Józef Gosławski (1908-1963)
- Goudji
- Léandre Grandmoulin
- André Greck
- Gustave Guétant (1873-1953)
- Richard Guino
- Abraham Habbah (1927-1998)
- Roel D'Haese (1921-1996)
- Reinhoud d'Haese (1928-2007)
- Étienne Hajdu (1907-1996)
- Hubert Hanghofer (1951-2022)
- Tetsuo Harada
- Hans Hedberg
- Caspar Henselmann (1933-)
- Barbara Hepworth (1903-1975)
- Philippe Hiquily
- Jacques Hôte (1939-1986)
- Idel Ianchelevici
- René Iché
- Ipoustéguy
- Robert Jacobsen
- Florence Jacquesson
- Hélène Jacubowitz
- Jo Jastram (1928-2011)
- Georges Jeanclos
- Oscar Jespers (1887-1970)
- Pawel Jocz
- Évariste Jonchère (né en 1892)
- Ivan Kavaléridzé (1887-1978)
- Zoltán Kemény
- Mel Kendrick (1949-)
- Per Kirkeby
- Katarzyna Kobro (1898-1951)
- Léonid Kouzmine (1891-1951)
- Elsa Kövesházi-Kalmár (1876-1956)
- Diether Kunerth (1940-)
- Léon Lamotte
- Paul Landowski
- Berto Lardera (1911-1999)
- André Lasserre (1902-1981)
- Pierre Leblanc (né en 1949)
- Jean-Yves Lechevallier (né en 1946)
- Costa Lefkochir  (né en 1952)
- Wilhelm Lehmbruck
- Jean Lemonnier (né en 1950)
- Jacques Le Nantec
- Yves Le Pape (v.1926-2016)
- Robert Léris (1928-2009)
- Stanley Lewis (1930-2006)
- Jacques Lipchitz
- Ndary Lô
- Karl-Jean Longuet
- Guido Magnone
- Aristide Maillol (1861-1944)
- Raphael Maklouf (1937-)
- Malespina (1874-1949)
- Christoph Mancke (1953-)
- Serge Mangin
- Sliman Mansour (1947-)
- Marino Marini
- Mykola Martchenko (né en 1943)
- Étienne Martin
- Knox Martin
- Raymond Martin
- Ana Mendieta (1948-1985)
- Charles Menneret (1876-1954)
- Claude Mercier (1924-2019)
- Isabel Meyrelles (1929-)
- George Minne
- Amedeo Modigliani
- Henry Moore (1898-1986)
- Tony Morgan (1938-2004)
- Johann Baptist Moroder (1870-1932)
- François Muller (1950-2020)
- Juan Muñoz
- Fazil Nadjafov (né en 1935)
- Louise Nevelson (1900-1988)
- Victor Nicolas (1906-1979)
- Minoru Niizuma (1930-1998)
- Isamu Noguchi
- Alice Nordin (-1948)
- Gudmar Olovson (en) (1936-2017)
- Turtel Onli (1952-)
- Füsun Onur (1938-)
- Orlan
- Richard Orlinski (né en 1966)
- Chana Orloff (1888-1968)
- Jorge Oteiza
- Nam June Paik (1932-2006)
- Marta Pan (1923-2008)
- Ra Paulette (1940-)
- Carl-Henning Pedersen
- Marguerite Peltzer (1897-1991)
- Alicia Penalba (1913-1982)
- Giuseppe Penone
- Manuel Pereira da Silva (1920 – 2003)
- Peter László Péri (1899-1967)
- Marc Petit
- Antoine Pevsner (1886-1962)
- Philolaos (1923-2010)
- Pablo Picasso
- Gilbert Piller (1940-)
- Roger Plin (1918-1985)
- François Pompon (1855-1933)
- Henriette Porson (1874-1963)
- Walther Preik (1932-2019)
- Mélanie Quentin
- Arne Quinze (né en 1971)
- Jean-Paul Réti (né en 1956)
- Gian Carlo Riccardi (1933-2015)
- Germaine Richier (1902-1959)
- Teresa Feoderovna Ries (1874-1950)
- Daniel Río Rubal (né en 1955)
- Gabriel Rispal (1892-1970)
- Christopher Ross (1931-)
- Theodore Roszak (1907-1981)[4]
- Jean Roulland (né en 1931)
- Jean-Claude de Saint-Marceaux (1902-1979)
- Niki de Saint Phalle (1930-2002)
- Nicola Samorì (né en 1977)
- Joseph Sapey-Triomphe (1897-1956)
- Antoine Sartorio (1885-1988)
- Carlo Sarrabezolles
- Josef Schagerl fils (1923-)
- Hermann Scherer
- Albert Schilling (1904-1987)
- Karl Schmid (1914-1998)
- Wieland Schmiedel (1942-2021)
- Nicolas Schöffer
- Vera Scholz von Reitzenstein (1924-2018)
- Jurriaan Schrofer (1926-1990)
- Shelomo Selinger
- Hassan Shakir (1925-2004)
- Vladimír Škoda
- David Smith
- Kiki Smith
- Josine Souweine (1899-1983)
- Ousmane Sow
- François Stahly (1911-2006)
- Gunther Stilling (1943-)
- Friederike Stolz (1913-1989)
- Lucile Swan (1890-1965)
- Pierre Székely (1923-2001)
- Lorado Taft
- Gustave Tiffoche (1930-2011)
- Jean Tinguely
- William Turnbull (1922-2012)
- Urs-Peter Twellmann (né en 1959)
- Lucienne Vandervinnen  (1925-2001)
- Joseph-Gérard Van Goolen (1885-1944)
- Carly Vanoverbeke (1943-2000)
- Sophía Vári
- Vukosava Velimirović (1888-1965)
- Geo Verbanck (1881-1961)
- Gustav Vigeland (1869-1943)
- François Vigorie (1953-2016)
- Roger de Villiers (1887-1956)
- Antoine de Vinck
- Antoniucci Volti
- Wolf Vostell (1932-1998)
- Michel Vranckx (né en 1956)
- Rudi Wach (né en 1934)
- Isabelle Waldberg (1911-1990)
- Silvia Westphalen (née en 1961)
- Oscar Wiggli (1927-2016)
- Stuart Williamson (née en 1948)
- Antonius Willems (né en 1954)
- Rachel Whiteread (1963-)
- Lucien Wercollier (1908-2002)
- Jan de Weryha-Wysoczański
- Robert Wlérick (1882-1944)
- Fritz Wotruba
- Rik Wouters (1882-1916)
- Auguste Zamoyski
- Ernst Zehle (1876-1940)

### XXIesiècle
- Yves Rovere Arson (né en 1953)
- Didier Ahadsi (né en 1970)
- Natig Aliyev (né en 1958)
- Liliana Angulo Cortés (née en 1974)
- Ronit Baranga (née en 1973)
- Jérôme Btesh (né en 1968)
- Jean-Noël Chazelle
- Małgorzata Chodakowska (née en 1965)
- Sylvain Ciavaldini (né en 1970)
- Damien Colcombet (né en 1967)
- James Colomina (né vers 1975)
- José Pedro Croft (né en 1957)
- Patrick Damiaens (né en 1966)
- Serge Ecker (né en 1982)
- Alexander Esters (né en 1977)
- Wayne Fischer
- Augustin Frison-Roche (né en 1987)
- David (Dudu) Gerstein (né en 1944)
- Ethan Greenbaum (né en 1979)
- Michael Jastram (né en 1953)
- Thomas Jastram (né en 1959)
- Rachel Kneebone (née en 1973)
- Hans Kupelwieser (né en 1948)
- Nina Laaf (née en 1977)
- Katib Mammadov (né en 1963)
- Colombe Marcasiano (née en 1974)
- Greg Mathias (né en 1967)
- Margarita Matulyan (née en 1985)
- Reiner Maria Matysik (né en 1967)
- Peter Nagel (né en 1963)
- Yvon Ngassam (née en 1982)
- Anahita Norouzi (née en 1983)
- Sophie Nys (née en 1974)
- Kingsley Ogwara (né en 1975)
- Les frères Ouattara  (nés en 1970)
- Luc Peiffer  (né en 1965)
- Sam Philipe
- Guela Patiachvili (né en 1964)
- Joel Rendón (né en 1967)
- Katia Santibañez (née en 1964)
- Gustav Troger (né en 1951)
- Wainer Vaccari (né en 1949)
- Georg Viktor (né en 1955)
- Patrick Villas (né en 1961)
- Robin Vokaer (né en 1966)
- Célestin Koffi Yao (né en 1971)
- Daniela Yaniv-Richter (née en 1956)